# Chiang Mai (tỉnh)
Chiang Mai (tiếng Thái: เชียงใหม่ⓘ, phiên âm: Chiêng Mai) là một tỉnh miền Bắc đồng thời cũng là tỉnh lớn thứ hai của Thái Lan, tọa lạc phía bắc của nước này. Các tỉnh giáp giới (từ đông bắc theo chiều kim đồng hồ) bao gồm: Chiang Rai, Lampang, Lamphun, Tak và Mae Hong Son. Về phía bắc, tỉnh này giáp biên giới bang Shan của Myanmar.

## Địa lý

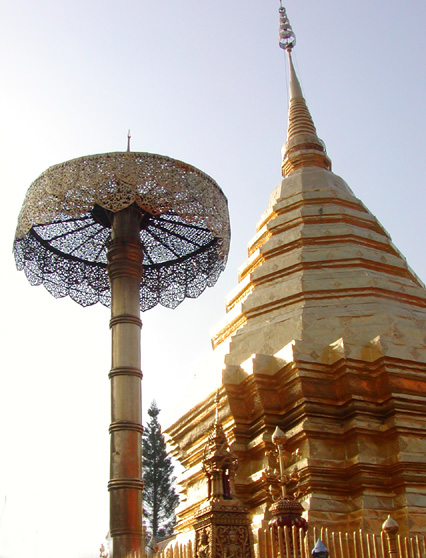
Pratat Doi Suthep, một đền tại Chiang Mai

Tỉnh này được nhiều núi bao bọc, các dãy núi thường chạy theo hướng Nam-Bắc. Sông Ping, một trong những chi lưu chính của sông Chao Phraya, bắt nguồn từ núi Chiang Dao. Núi cao nhất Thái Lan, với độ cao 2.575 m là núi Doi Inthanon, nằm ở đây. Nhiều vườn quốc gia nằm ở đây: Doi Inthanon, Doi Suthep-Pui, Mae Ping, Ob Luang, Sri Lanna, Huay Nam Dang, Mae Phang, Chiang Dao, Mae Wang và Pha Daeng

## Lịch sử
Thành phố Chiang Mai đã là kinh đô của Vương quốc Lanna sau khi vương quốc này được thành lập năm 1296, cùng thời kỳ với Vương quốc Sukhothai. Năm 1599, vương quốc này mất quyền độc lập và trở thành một phần của Vương quốc Ayutthaya. Năm 1932, tỉnh Chiang Mai đã trở thành đơn vị hành chính cấp hai của Thái Lan khi đơn vị hành chính Monthon Phayap, tàn tích của Vương quốc Lanna đã bị giải thể.

## Nhân khẩu
13.4% của dân số tỉnh này là dân tộc miền núi, trong đó có người Hmong, người Dao, Lahu, Lisu, Akha và người Karen.

## Biểu tượng

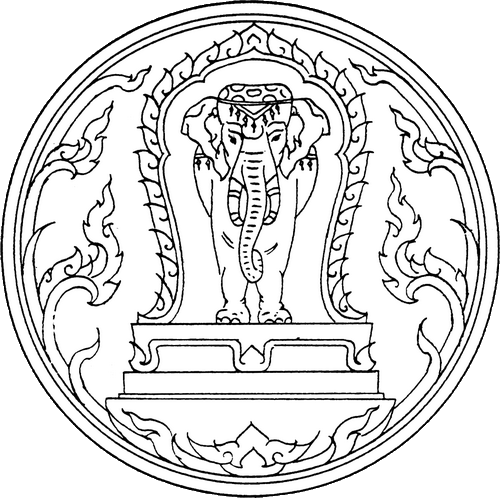
Con dấu

Con dấu của tỉnh cho thấy một con voi trắng ở trong một ngôi đình bằng thủy tinh. Voi trắng là một biểu tượng hoàng gia ở Thái Lan và con voi này được miêu tả để tưởng nhớ món quà là một con voi trắng mà vua Rama II tặng cho người cai trị Chiang Mai. Ngôi đền biểu tượng cho Phật giáo phát triển thịnh hành ở Chiang Mai, đặc biệt năm 1477, khi những lời giáo huấn của Đức Phật, Tripitaka, đã được xem xét.
Hoa biểu tượng của tỉnh là Hoa Lửa rừng (Butea monosperma).

## Hành chính
Tỉnh Chiang Mai được chia thành 25 huyện  (amphoe) và có 204 xã (tambon) và 2066 làng  / thôn (muban).
| 1. Thành phố Chiang Mai 2. Chom Thong 3. Mae Chaem 4. Chiang Dao 5. Doi Saket 6. Mae Taeng 7. Mae Rim 8. Samoeng 9. Fang 10. Mae Ai 11. Phrao | 1. San Pa Tong 2. San Kamphaeng 3. San Sai 4. Hang Dong 5. Hot 6. Doi Tao 7. Omkoi 8. Saraphi 9. Wiang Haeng 10. Chai Prakan 11. Mae Wang | 1. Mae On 2. Doi Lo 3. Galyani Vadhana |

## Du lịch

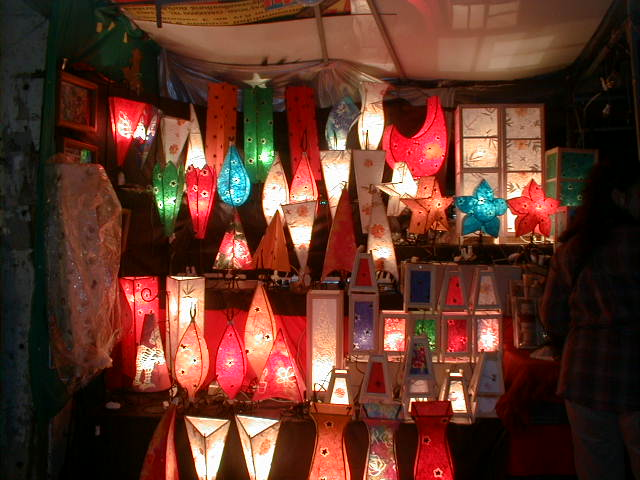
Một cửa hàng ở chợ đêm Night Bazaar

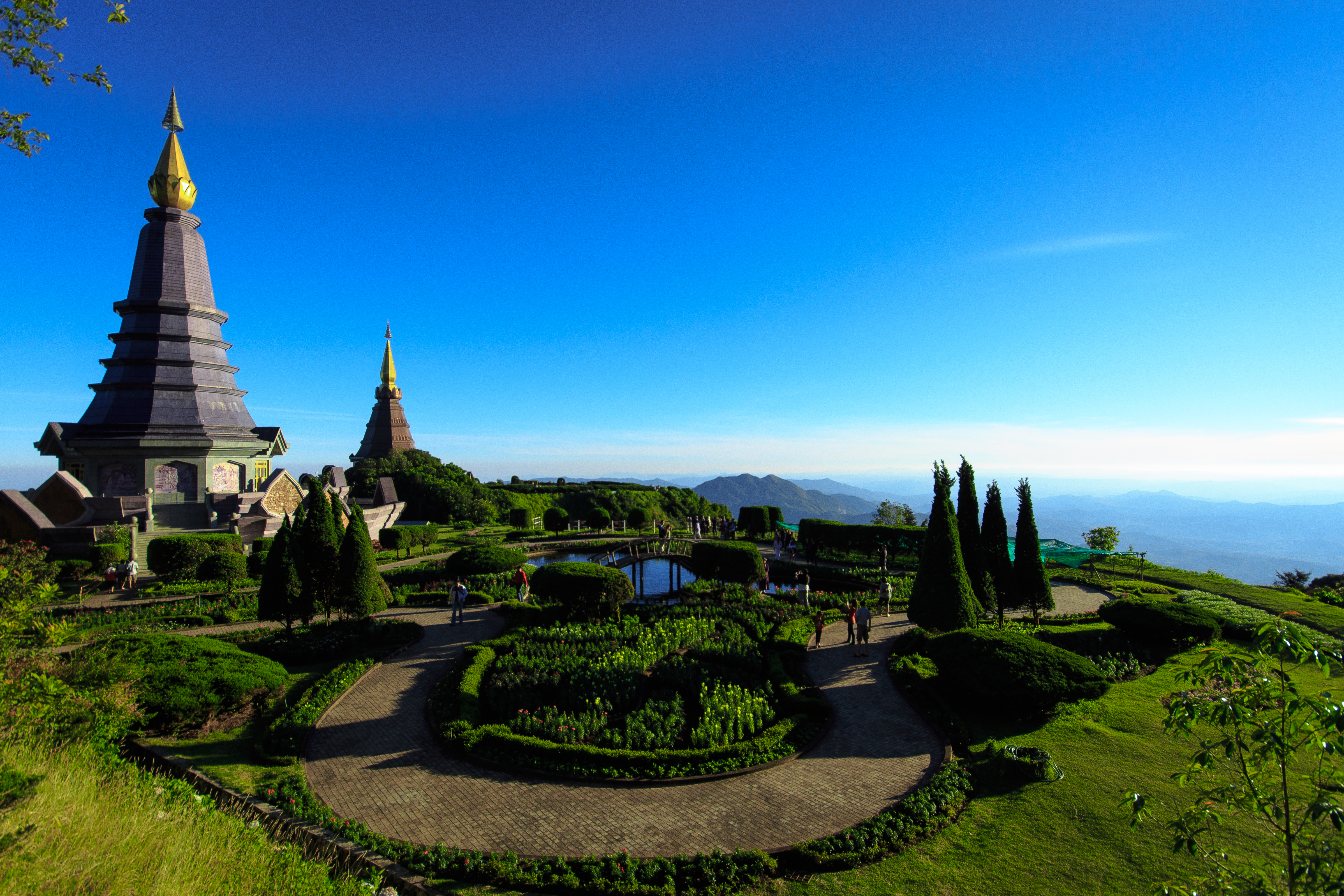
Vườn quốc gia Doi Inthanon

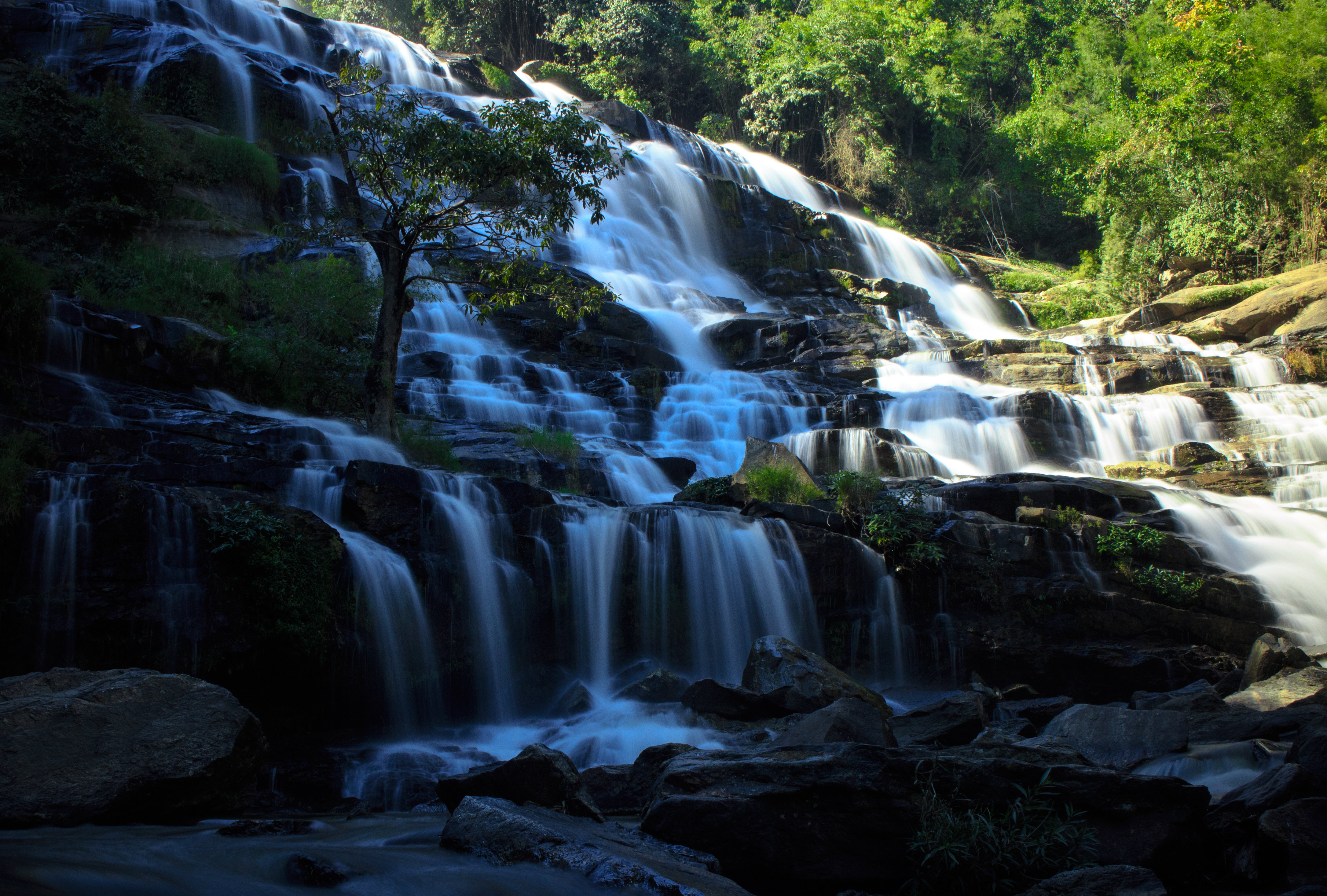
Thác Mae Ya

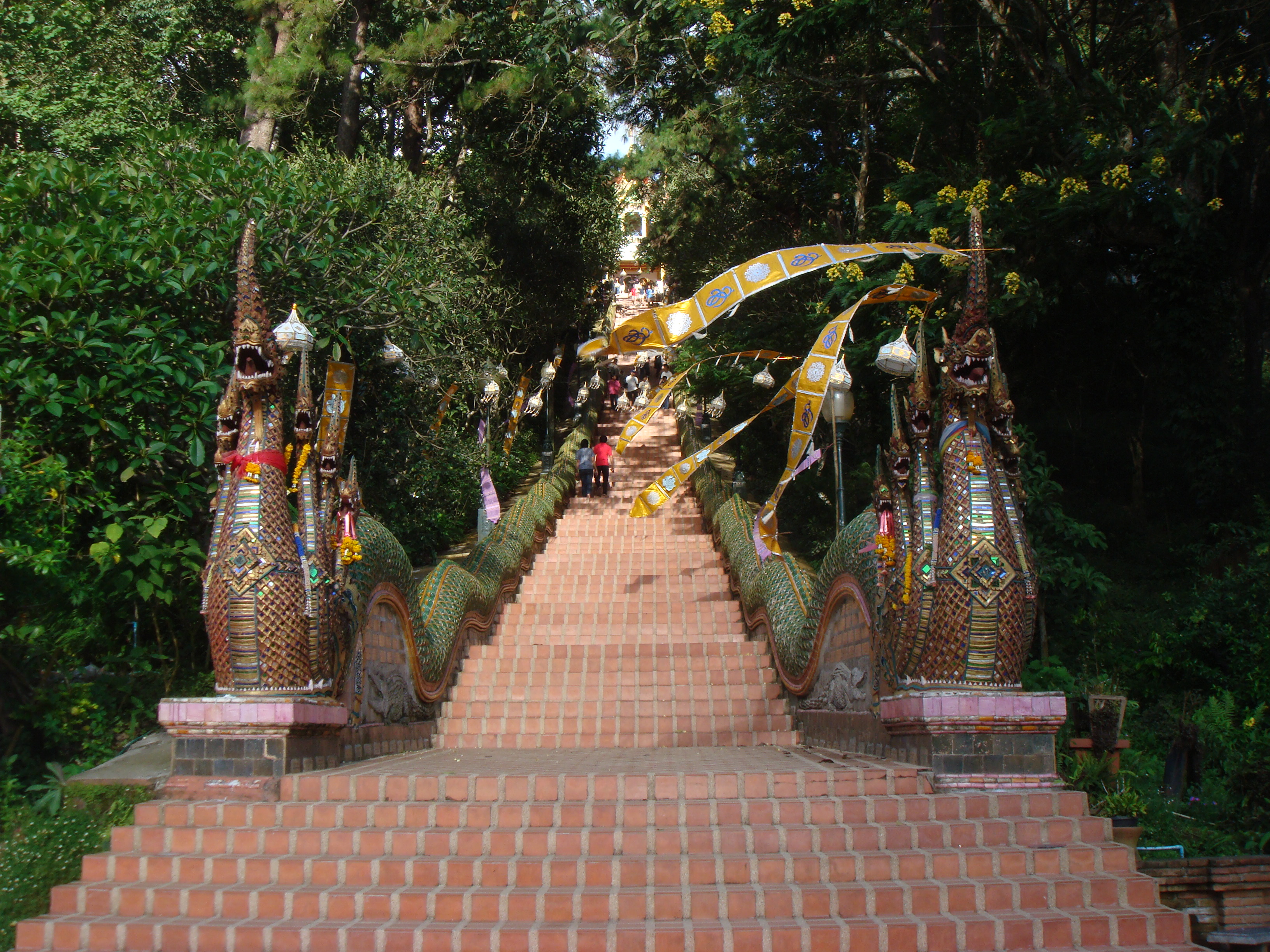
Bậc thang lên Wat Phrathat Doi Suthep

- Thành cổ Chiang Mai
- Hotrai Wat Prasin
- Làng Noongnoc
- Chùa Phrathat Doi Suthep
- Chùa Chiang Man
- Chùa Suan Dok
- Chùa Chedi Luang
- Wiang Kum Kam
- Chùa Chedi Liem
- Công viên Voi
- Vườn quốc gia Chieng Dao

## Văn hoá địa phương

### Người dân tộc
Người Akha
Người H'Mông
Người Karen
Người La Hủ
Người Lisu
Người Tai Lue
Người Tai Yai
Người Dao

## Thành phố kết nghĩa
8 tỉnh thành kết nghĩa với Chiang Mai đó là:
- Thượng Hải, Trung Quốc (2000)
- Yogyakarta, Indonesia (2007)
- Thanh Đảo, Trung Quốc (2008)
- Trùng Khánh, Trung Quốc (2008)
- Sapporo, Nhật Bản (2013)[9]
- Bursa, Thổ Nhĩ Kỳ (2013)
- Kengtung, Myanmar (2014)[10]

## Bộ sưu tập ảnh

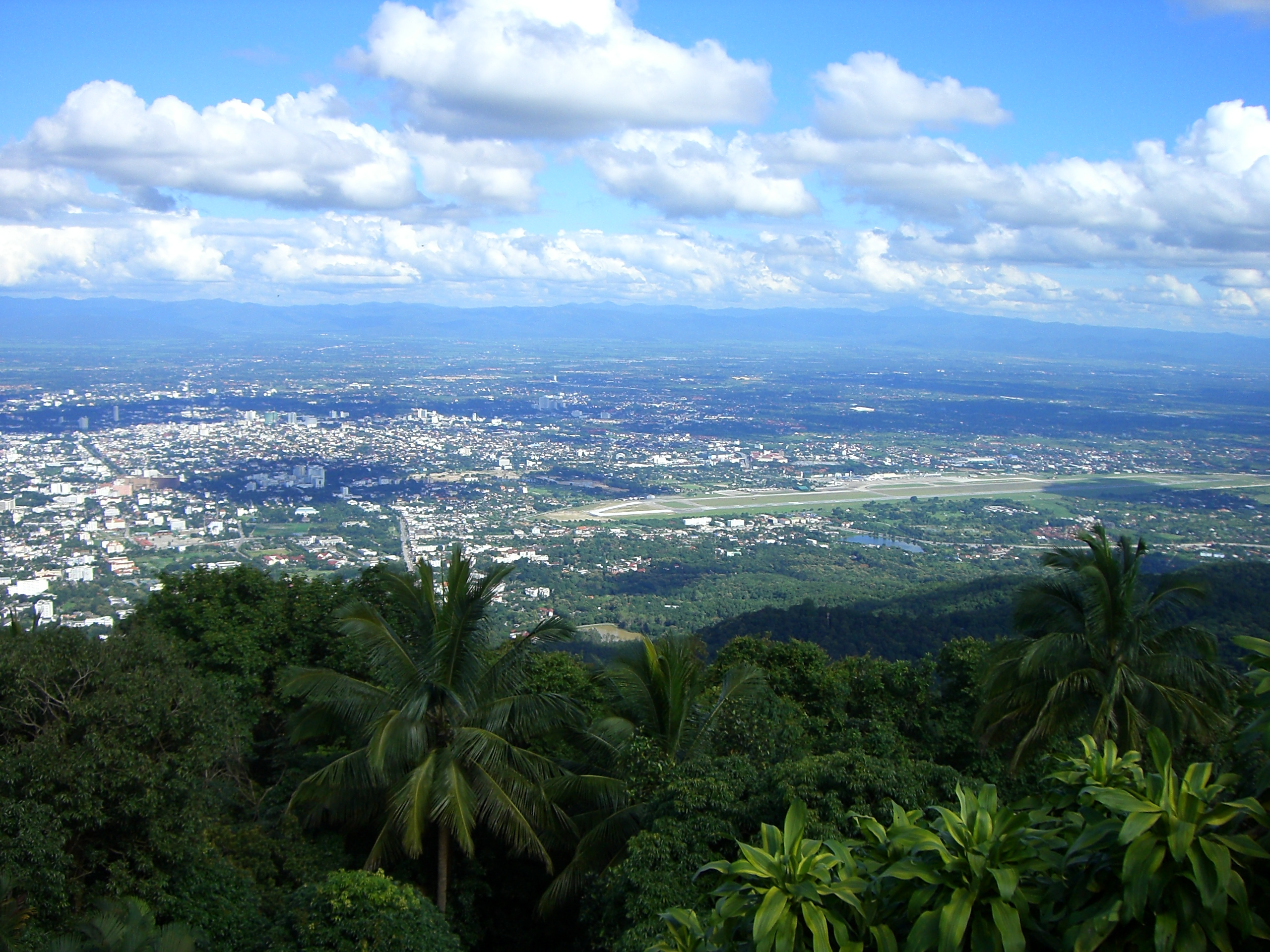
Chiang Mai nhìn từ Doi Suthep
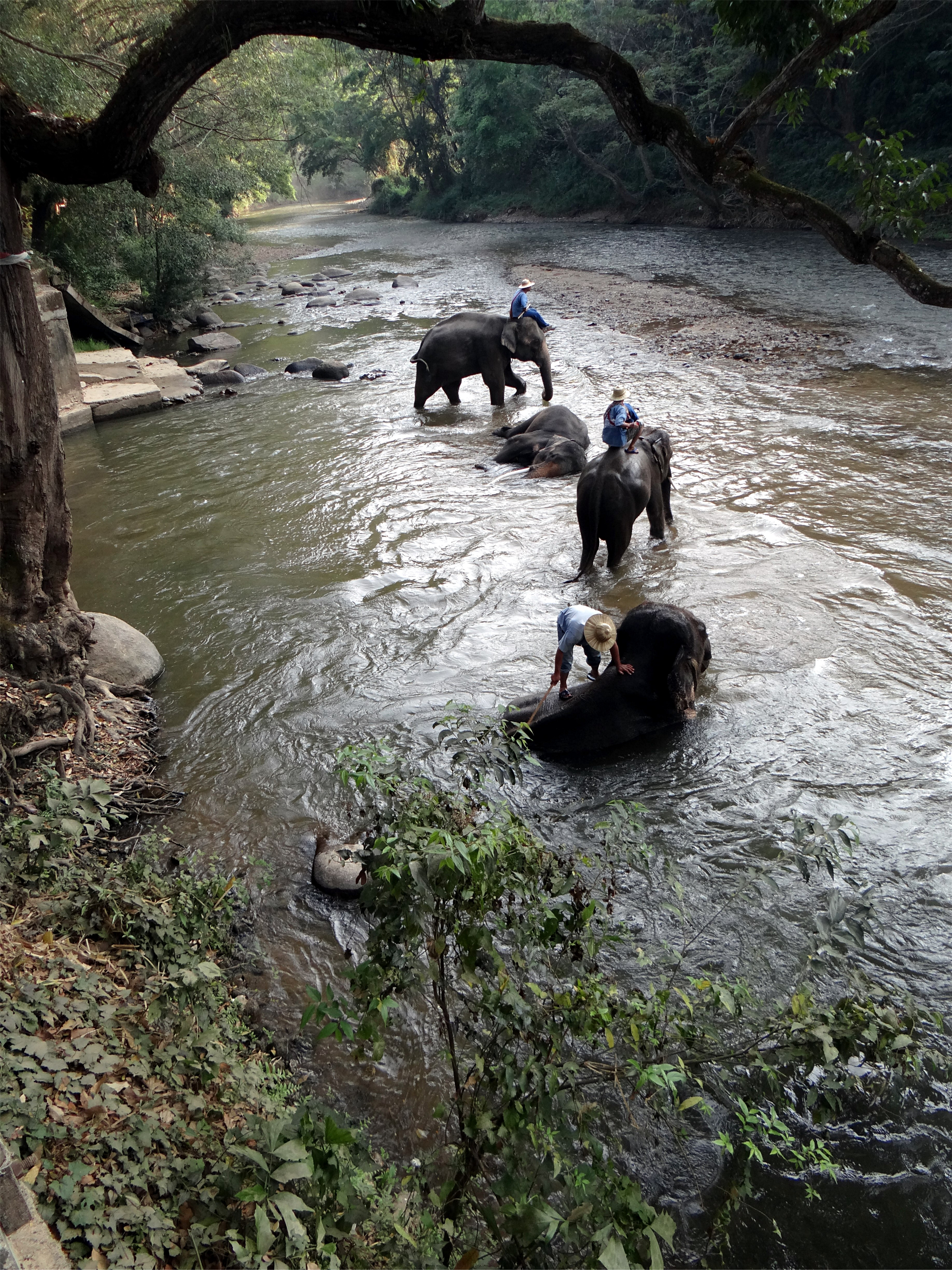
Voi tắm ở sông Taeng
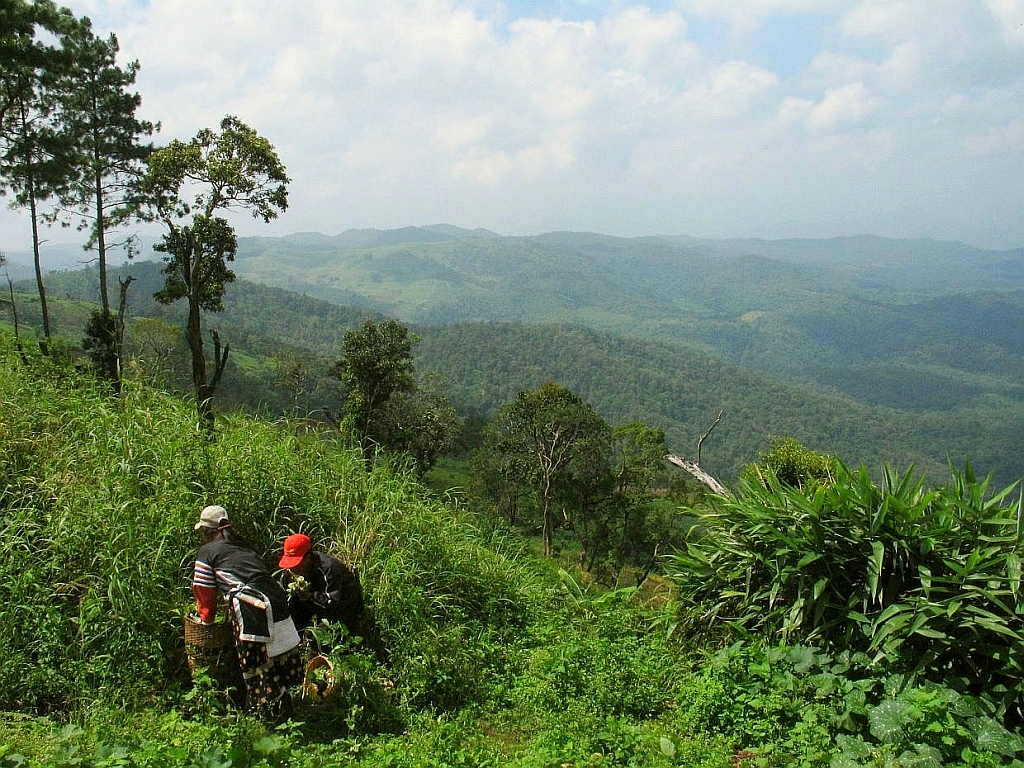
Nông dân người La Hủ ở núi Amphoe Omkoi
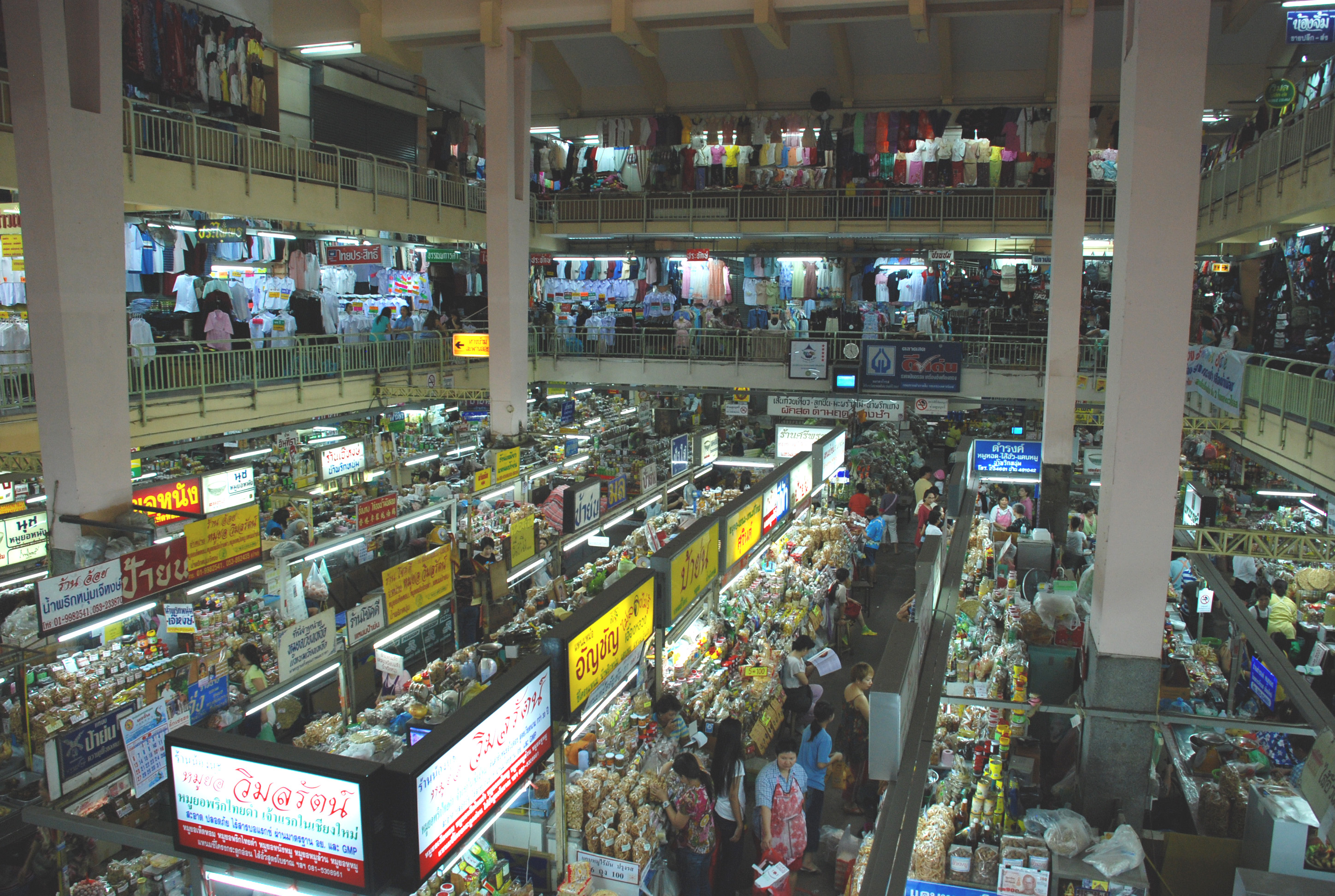
Chợ Warorot, trung tâm Chiang Mai
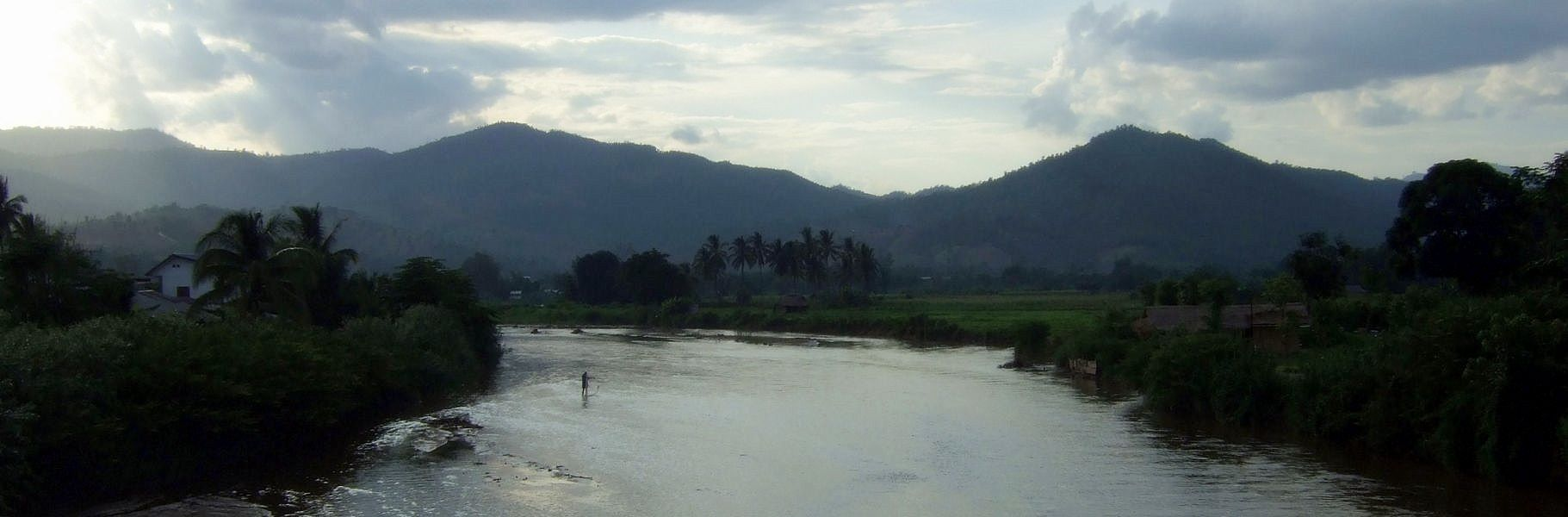
Sông chảy qua thị trấn Mae Chaem
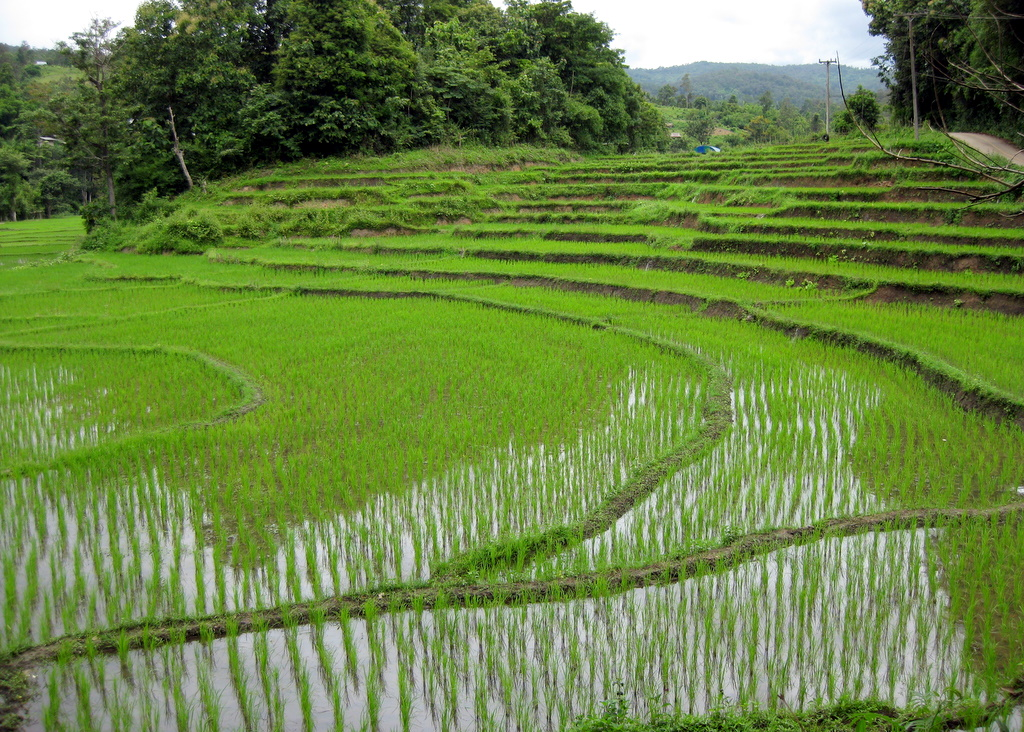
Đồng lúa, tỉnh Chiang Mai
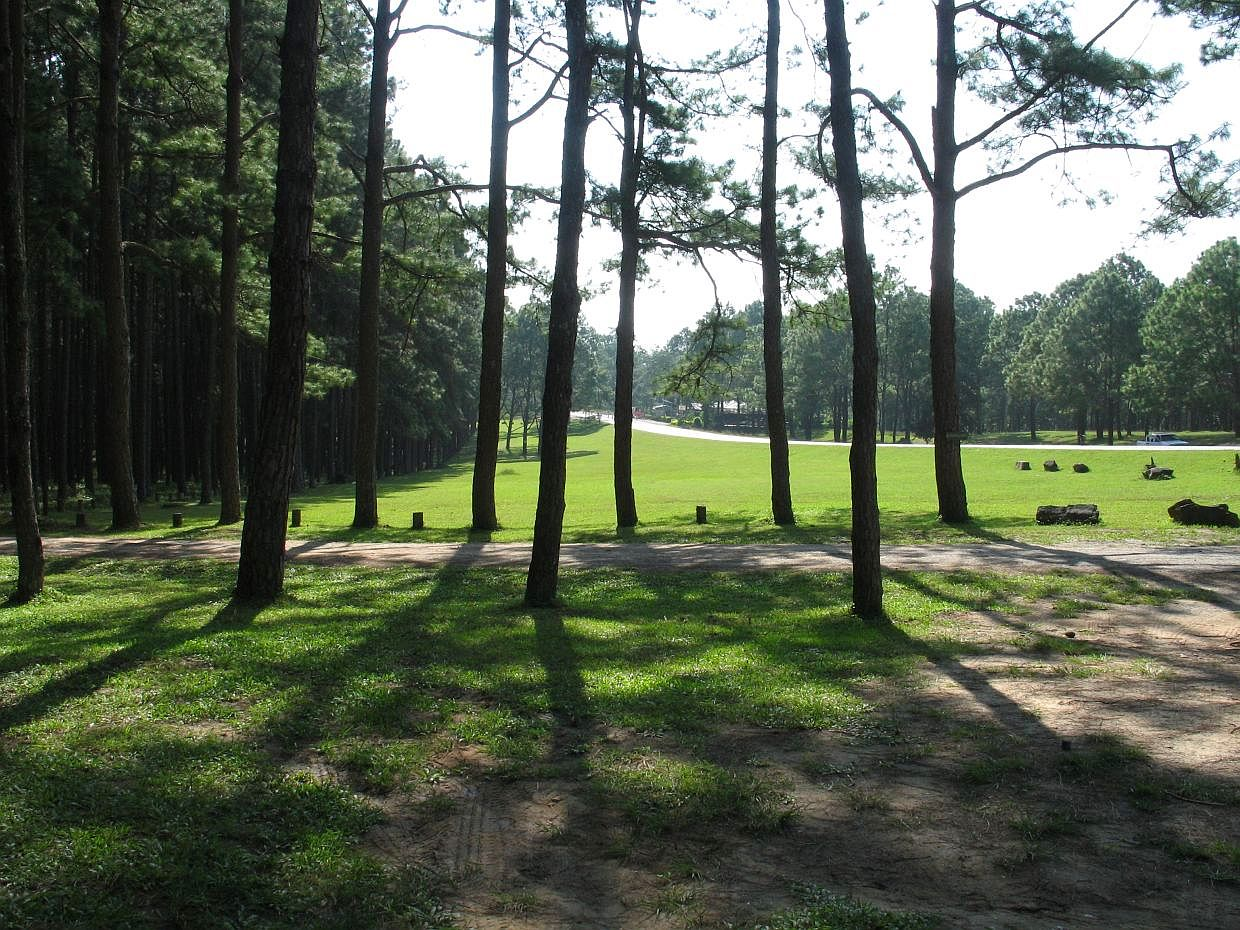
từng thông trên núi gần Omkoi
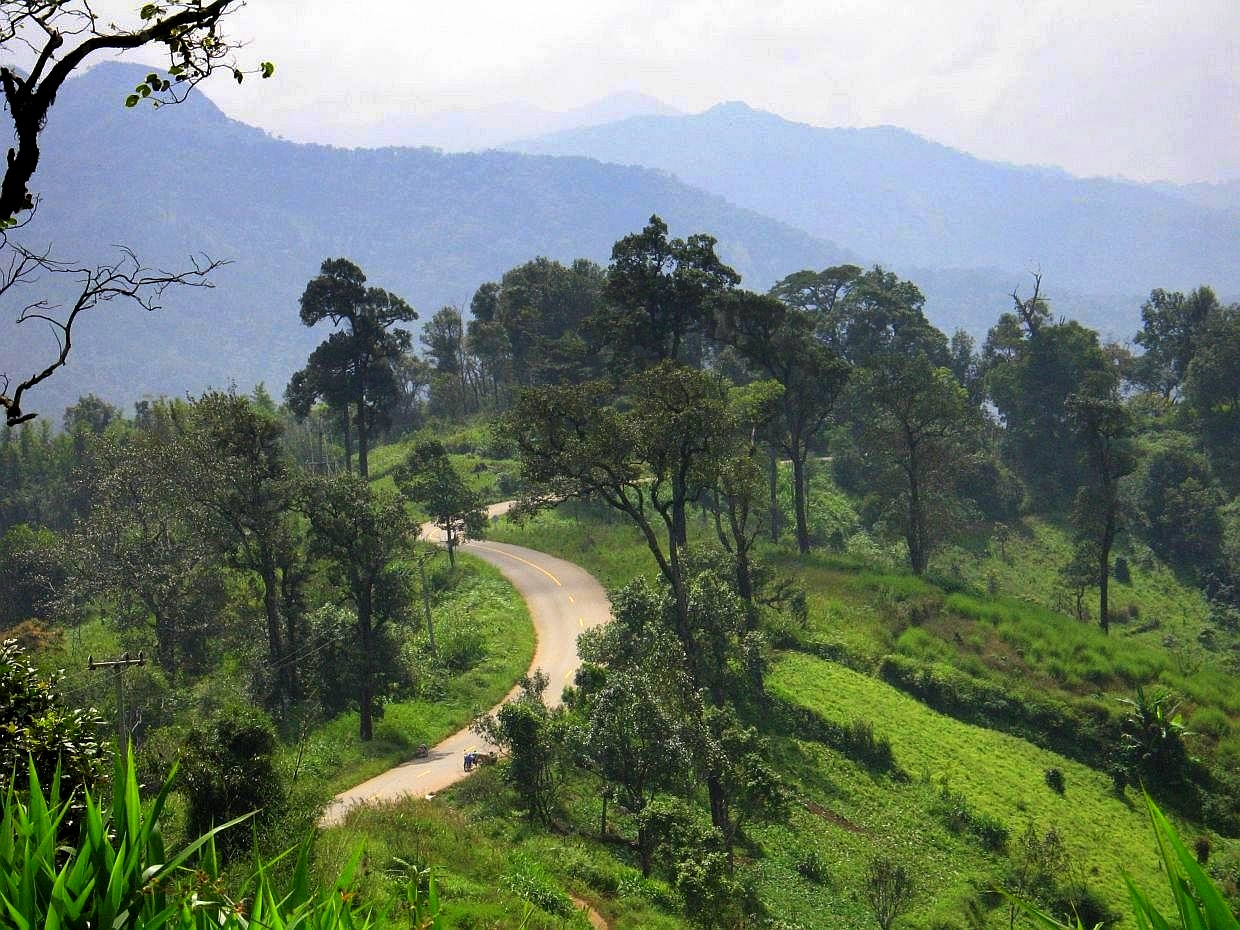
Mae Thun Noi, Amphoe Omkoi
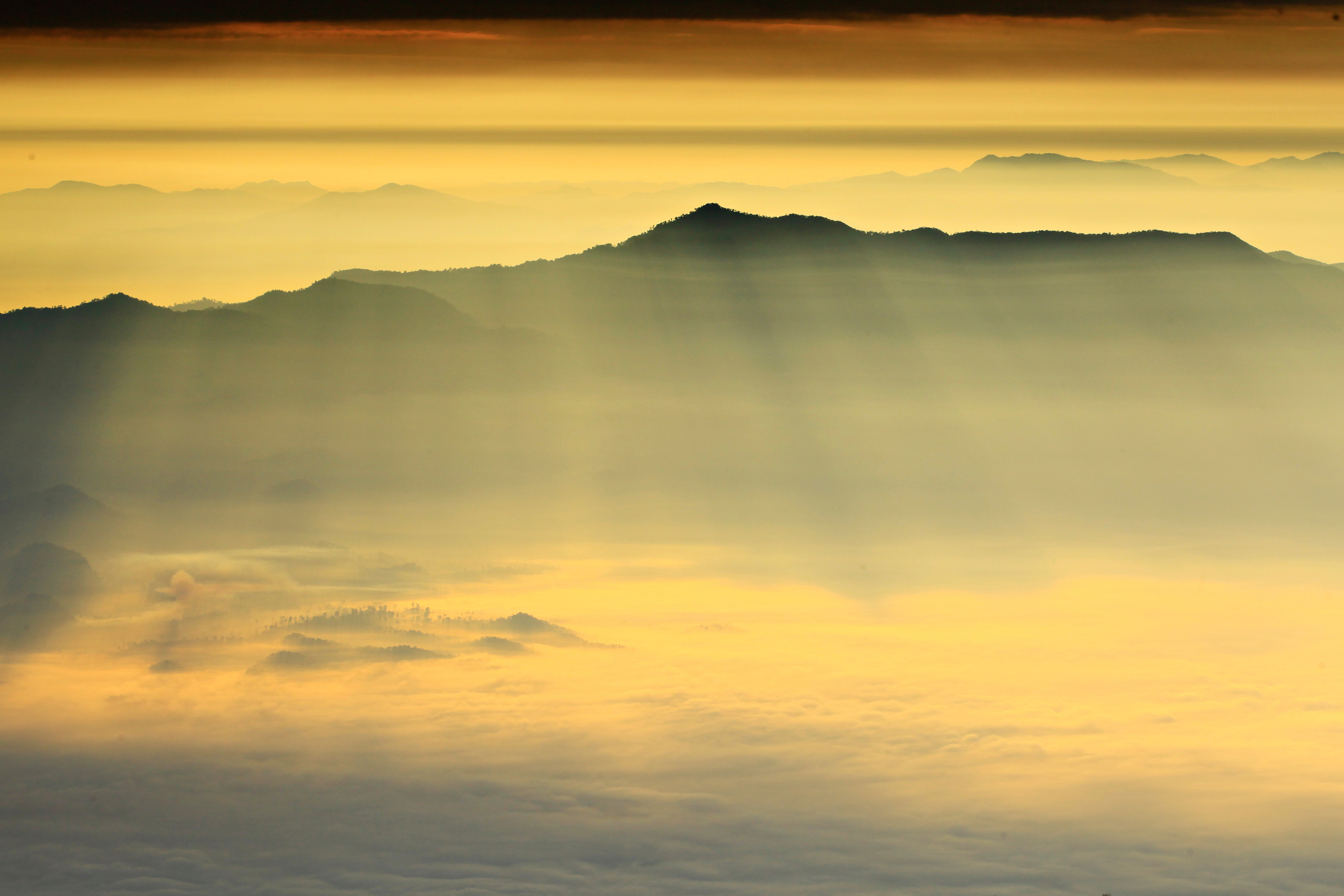
Núi Chiang Dao ở Quận Chiang Dao
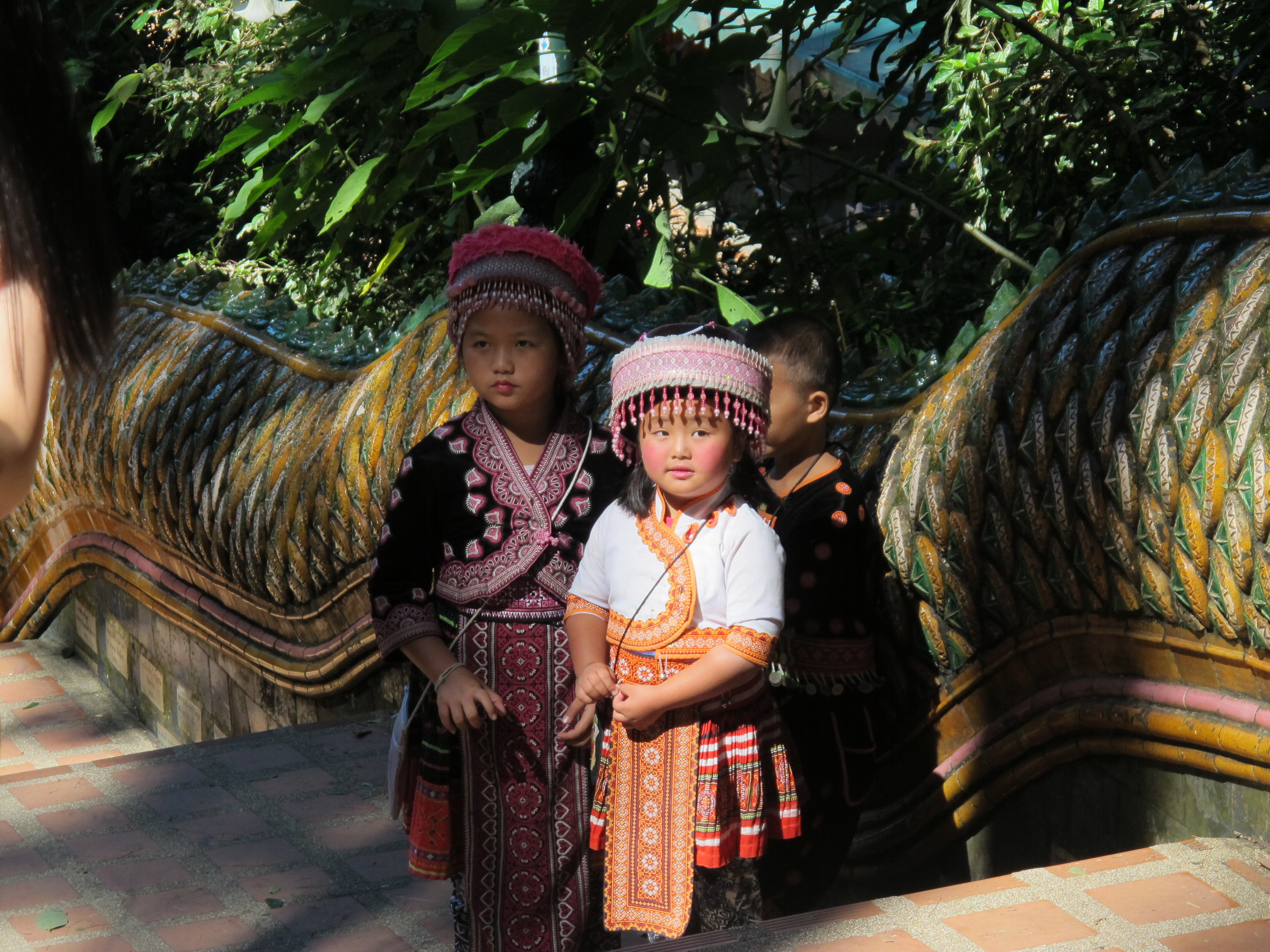
Những em nhỏ người Hmong ở Doi Suthep